# Costa Rica aux Jeux olympiques d'hiver de 1992
Le Costa Rica participe aux Jeux olympiques d'hiver de 1992 à Albertville, ce qui représente leur quatrième participation à des Jeux d'hiver.

## Athlètes engagés
Quatre athlètes participent aux épreuves de ski alpin uniquement, ce sont : Gabriel Chernacov, Martin Chernacov, Julián Muñoz et Alejandro Preinfalk.